# ريتشي هانسن
ريتشي هانسن (بالإنجليزية: Richie Hansen)‏ هو لاعب هوكي الجليد أمريكي، ولد في 30 أكتوبر 1955.

## وصلات خارجية
- ريتشي هانسن على موقع دوري الهوكي الوطني (الإنجليزية)
- ريتشي هانسن على موقع قاعة مشاهير الهوكي (لاعب أن.إتش.أل) (الإنجليزية)
- ريتشي هانسن على موقع EliteProspects.com (الإنجليزية)
- ريتشي هانسن على موقع HockeyDB.com (الإنجليزية)
- ريتشي هانسن على موقع Hockey-Reference.com (الإنجليزية)